# Stauranthera parvifolia
Stauranthera parvifolia är en tvåhjärtbladig växtart som beskrevs av Spencer Le Marchant Moore. Stauranthera parvifolia ingår i släktet Stauranthera och familjen Gesneriaceae. Inga underarter finns listade i Catalogue of Life.